# Alkanna cappadocica
Alkanna cappadocica là loài thực vật có hoa trong họ Mồ hôi. Loài này được Boiss. & Balansa mô tả khoa học đầu tiên năm 1859.